# Coquillettomyia uvae
Coquillettomyia uvae är en tvåvingeart som först beskrevs av Möhn 1955.  Coquillettomyia uvae ingår i släktet Coquillettomyia och familjen gallmyggor.
Artens utbredningsområde är Tyskland. Inga underarter finns listade i Catalogue of Life.